# Abrocoma cinerea
La rata chinchilla gris (Abrocoma cinerea) es una especie de roedor de la familia Abrocomidae que vive en Sudamérica.

## Descripción
Tiene una longitud corporal total de entre 21-43 cm, su cuerpo mide 15-25 cm y su cola es de 6-8 cm. Están cubiertas por un pelaje suave y tupido de color gris en la parte superior de su cuerpo y blanco amarillento en su vientre. Tienen cuatro dedos en las patas delanteras y cinco en las patas traseras.

## Distribución
Se encuentran en el norte de Argentina, el oeste de Bolivia, el norte de Chile y el sudeste de Perú.

## Alimentación y comportamiento
Las ratas chinchilla grises son fitófagas, se alimentan de semillas, frutos y nueces. Emiten chillidos y gruñidos cuando están asustados o mientras pelean.

## Caza
Son cazados por sus pieles que se venden para la elaboración de prendas de vestir.